# Долгопрудный
Долгопру́дный — город в Московской области России, расположен в 18 км на север по железной дороге от Савёловского вокзала, в непосредственной близости от Москвы. Город областного подчинения, образует одноимённый городской округ.

## Этимология
В 1914 г. открыта железнодорожная платформа Долгопрудная, названная по расположенному рядом с ней селу Виноградово (Долгие Пруды); второе название села связано с его расположением при Долгом («длинном») пруде, образованном запрудой речки. В 1931 г. рядом с платформой начинается сооружение дирижаблестроительной верфи и возникает посёлок, названный Дирижаблестрой. В 1933 году посёлок переименован в Долгопрудный, с 1957 года — город.

## География
Ближайшие города: Лобня, Химки, Москва. Граничит с Дмитровским и Северным районами Москвы.
Через город проходит Савёловская железная дорога. Через некоторые участки города проходит Дмитровское шоссе. Рядом располагается аэропорт Шереметьево.

## Общие сведения
На юге и востоке город практически сливается с северными окраинами Москвы (районы Северный, Дмитровский и Западное Дегунино), с запада ограничен каналом имени Москвы (на противоположном берегу канала — город Химки), а с севера — рекой Клязьмой и Клязьминским водохранилищем.
В состав города были в разное время включены:
- посёлок Хлебниково,
- село Павельцево,
- рабочий посёлок Шереметьевский, находящиеся на севере за каналом имени Москвы.

Население — 119 089 чел. (2024).
В Долгопрудном находится Московский физико-технический институт, предприятия машиностроительной (ПАО «Долгопрудненское научно-производственное предприятие», судоремонтный завод) и химической (завод тонкого органического синтеза) отраслей, а также перерабатывающие и строительные предприятия (Московский камнеобрабатывающий комбинат (МКК), кирпичный завод и др.), фабрика театральных принадлежностей, Долгопрудненское пассажирское автотранспортное предприятие «Мострансавто».
На железной дороге Москва — Савёлово в городской черте расположены платформы Новодачная, Долгопрудная, Водники, Хлебниково, Шереметьевская.
В непосредственной близости от города расположен международный аэропорт «Шереметьево».
В городе действуют театр «Город», детская школа театральных искусств «Семь Я», киноцентр «Галакс», историко-художественный музей, кабельное телевидение.
С 1950-х годов в городе работает литературное объединение (ЛИТО, первый руководитель — поэт Борис Васильевич Попов), получившее в 1990-х название «Клязьма». С 1993 года по инициативе Управления культуры городской администрации ежегодно издаётся литературно-художественный альманах «Долгие Пруды», в котором представлены произведения членов литературного объединения «Клязьма» и жителей города, прошедшие редакционный отбор.

## История Долгопрудного

Памятник К. Э. Циолковскому, работа скульптора Ю. Ф. Иванова

Название города происходит от наименования железнодорожной платформы Долгопрудная, которая была построена в 1900 году. Её, в свою очередь, назвали по Долгим прудам при усадьбе Виноградово, принадлежащей первоначально Пушкиным, но с XVIII века поменявшей много хозяев. На рубеже XIX—XX веков окрестности Долгих прудов становятся дачным очагом. Близ одного из дачных кварталов и возникла остановка Долгопрудная, вокруг которой постепенно начал разрастаться посёлок. Вскоре появились и так называемые «Новые дачи» — несколько ближе к Москве, возле которых затем появляется остановочный пункт Новодачная.
Город Долгопрудный обязан своим рождением предприятию по производству дирижаблей, строительство которого было начато в 1931 году неподалёку от железнодорожной платформы Долгопрудной. Вскоре предприятие получило наименование «Дирижаблестрой» (ныне — Долгопрудненское научно-производственное предприятие, разрабатывает и производит вооружение ПВО). В течение нескольких лет здесь были построены производственные цеха и вспомогательные сооружения, эллинги для дирижаблей, газовый завод, производивший водород, жилые и коммунально-бытовые здания, несколько магазинов и ларьков.
Вплоть до 1935 года посёлок при предприятии не имел не только собственного наименования, но и официального статуса населённого пункта. В декабре 1934 года после убийства Кирова рабочими высказывалось предложение присвоить их «городку» имя погибшего деятеля, однако принято оно не было. В конце декабря 1934 года состоялись первые выборы в поселковый совет, а 1 июля 1935 года «городок» был официально отнесён к категории рабочих посёлков и получил наименование Дирижаблестрой. Вероятно, из соображений секретности 19 октября 1937 года посёлок переименовали в Долгопрудный.
В 1932—1936 годах на Дирижаблестрое работал выдающийся итальянский аэронавт и конструктор дирижаблей Умберто Нобиле, на какое-то время связавший свою судьбу с СССР.
C 1932 по 1937 годы через эти места велось строительство канала Москва-Волга им. Сталина. Под него были созданы Управления Москва-Волгострой и Дмитлага ОГПУ (с 1934 года — НКВД). Управление стройкой находилось в Борисоглебском монастыре города Дмитрова. В качестве рабочей силы использовались заключённые-каналоармейцы (зэки), размещённые в лагерях по всей длине канала. Невдалеке от трассы канала возник гранитный завод, в задачи которого входило производство облицовочного материала для шлюзов, набережных и других сооружений. А близ железнодорожной станции Хлебниково были основаны Хлебниковские судоремонтные мастерские (ныне — Хлебниковский машиноремонтный судостроительный завод).
17 апреля 1937 года была заполнена водой вся трасса канала Москва-Волга. 15 июля открылась первая постоянная навигация по каналу. Канал стал западной границей Дирижаблестроя-Долгопрудного. Участок канала, проходящий через Долгопрудный, носит название Глубокая выемка.
В рамках масштабного гидропроекта к северу от Дирижаблестроя было создано Клязьминское водохранилище, на берегу которого был построен рабочий посёлок водников (в дальнейшем вошедший в черту Долгопрудного), давший название остановке Водники (в 1951 году платформа Савёловского направления МЖД «19 км» была переименована в Водники).
В 1940 году в Долгопрудном начала работу Центральная аэрологическая обсерватория.
25 ноября 1946 года вышло постановление Совмина СССР о создании в Долгопрудном физико-технического факультета Московского государственного университета имени М. В. Ломоносова, который с 17 марта 1951 года преобразован в Московский физико-технический институт.
В 1953 году Долгопрудный стал центром Красно-Полянского района, а в 1957 году получил статус города районного подчинения. После этого здесь активизировалось жилищное и культурно-бытовое строительство. В 1963 году Долгопрудный был отнесён к категории городов областного подчинения, в городскую черту были включены деревни Гнилуши, Котово, Щапово и Лихачёво.
В 1959 году в черту Долгопрудного вошёл посёлок Водники, вместе с Хлебниковской ремонтно-эксплуатационной базой.

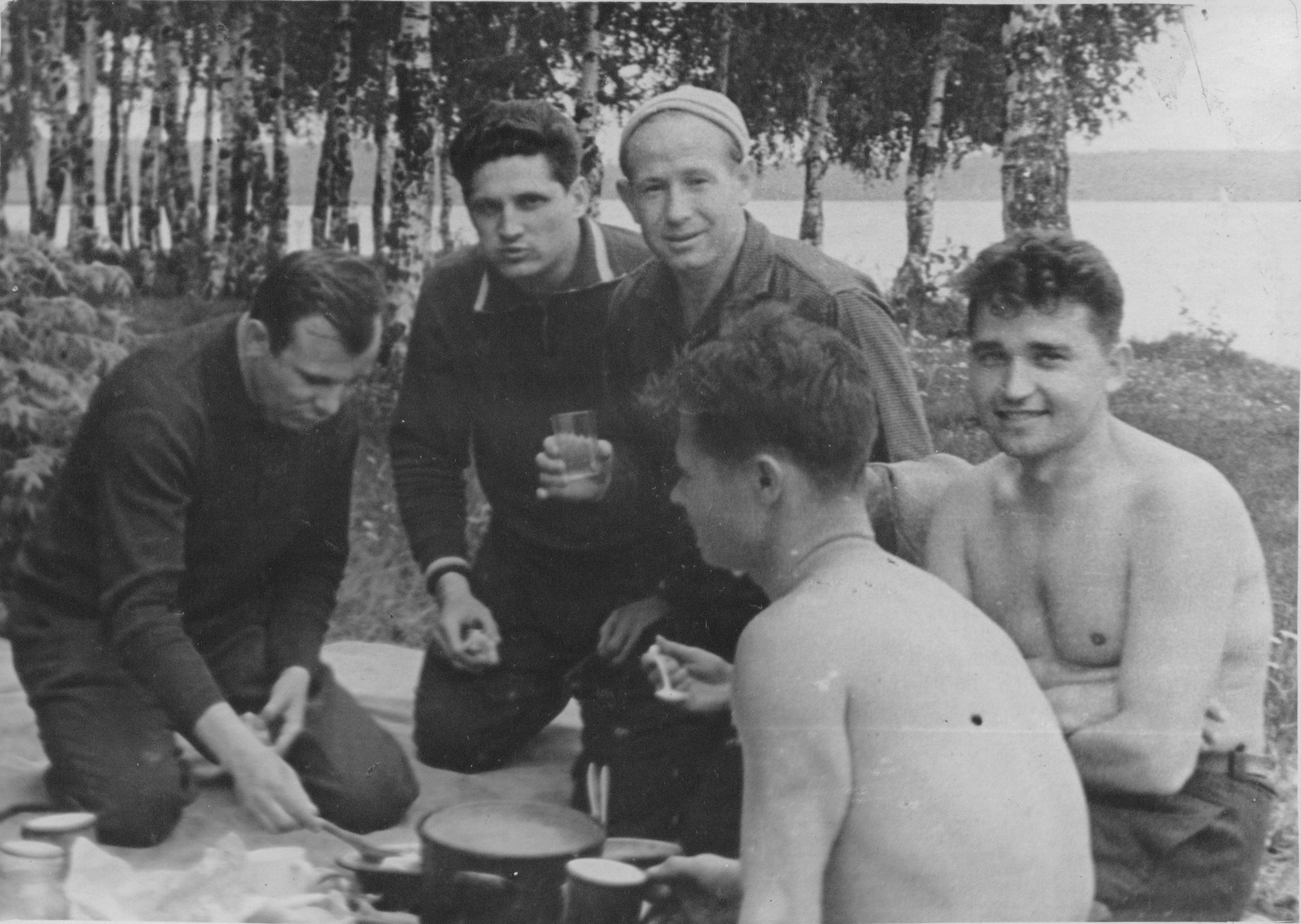
Советские космонавты (слева-направо) Юрий Гагарин, Борис Волынов, Алексей Леонов и другие на пикнике в Котово (район Парковой улицы). 19 августа 1963 года

С 1963 года Хлебниковская ремонтно-эксплуатационная база переименована в Хлебниковский судоремонтный завод (с 1975 года — Хлебниковский машиностроительный судоремонтный завод).
В 1988 году бывшее село Виноградово, что на Долгих прудах (изначально давших название городу), было исключено из состава Долгопрудного и включено в состав района «Северный» Северо-Восточного административного округа города Москвы.

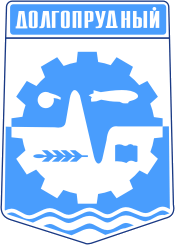
Герб города образца 1982 года

В 2003 году в состав города Долгопрудный были включены рабочий посёлок Шереметьевский и село Павельцево.
С 2006 года ОАО «Хлебниковский машиностроительно-судоремонтный завод» в Водниках работает под новым брендом «Московский яхтенный порт».
13 июля 2016 года состоялось торжественное открытие городского парка «Новые Водники» на берегу Клязьминского водохранилища.
С 2016 года значительно улучшилась транспортная доступность Долгопрудного. Исторически из города можно было выехать или через двухполосное Лихачёвское шоссе, или через железнодорожные переезды у платформ Новодачная и Водники. 4 января 2016 года закончилась реконструкция Лихачевского шоссе, в рамках которой количество полос увеличилось до трёх в каждую сторону. В конце того же года открыто движение по эстакаде у платформы Новодачная, а в 2017 году — у платформы Водники.

## Местное самоуправление

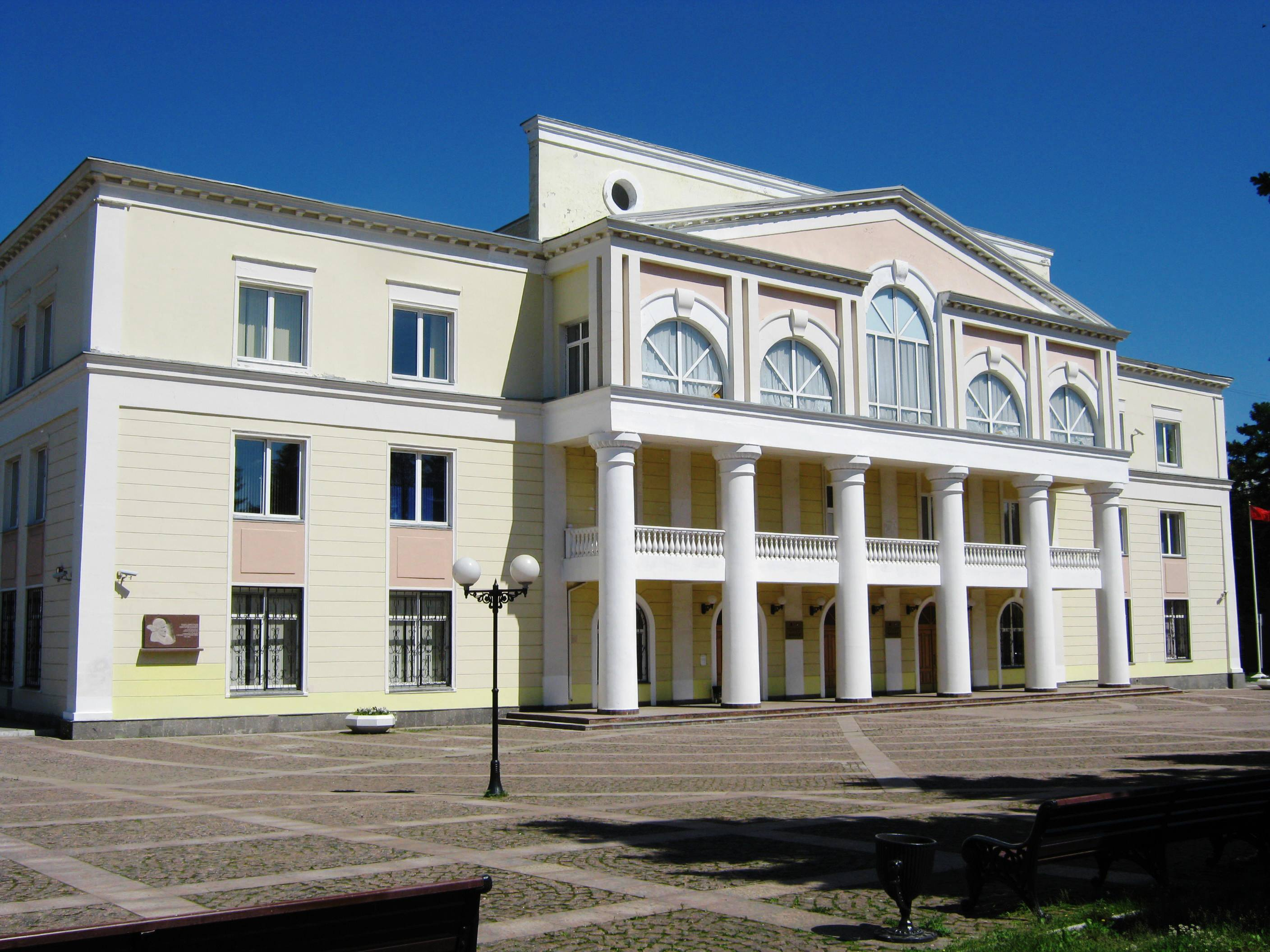
Дом культуры «Вперёд»

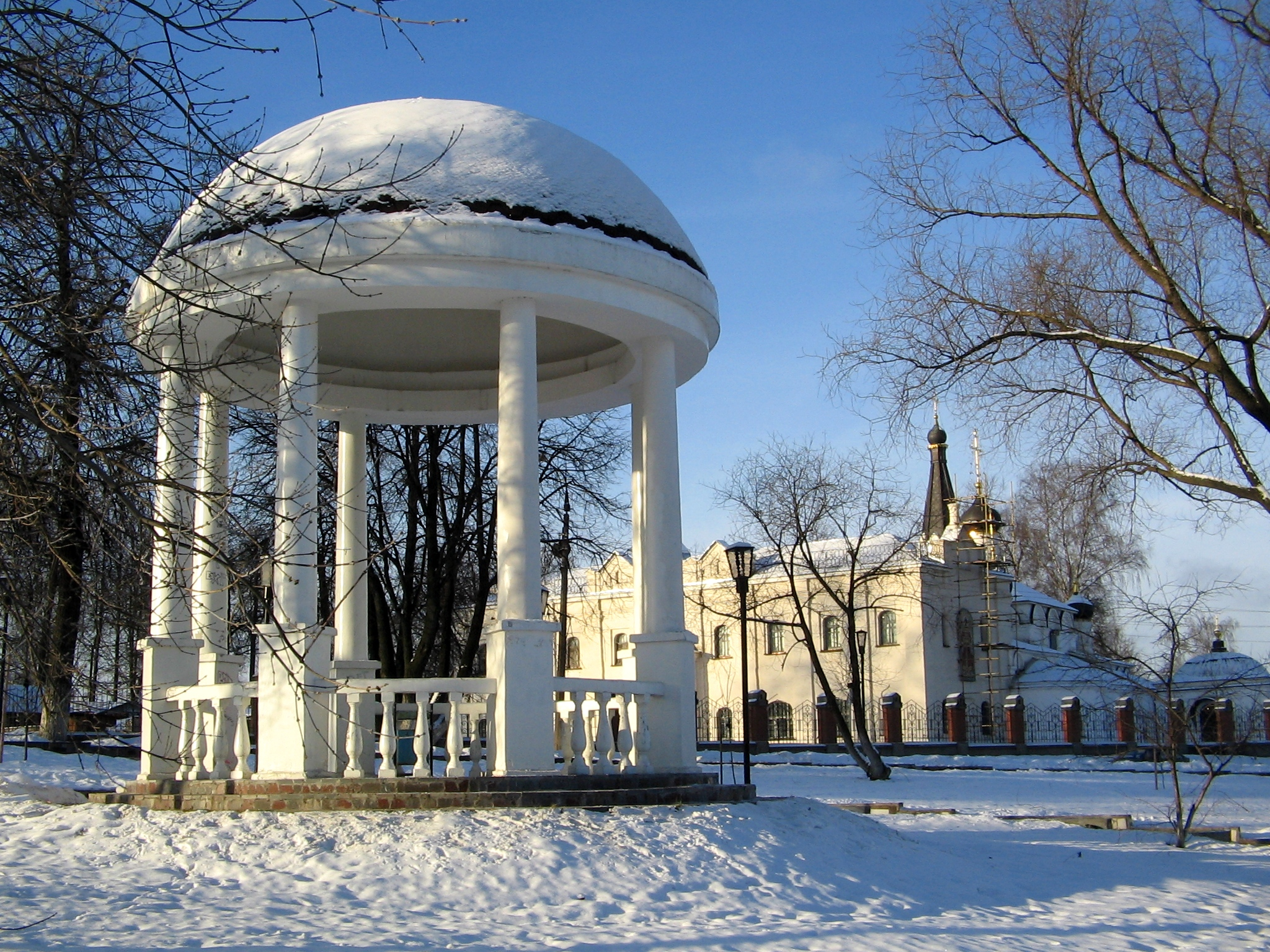
Ротонда у пруда на Парковой улице

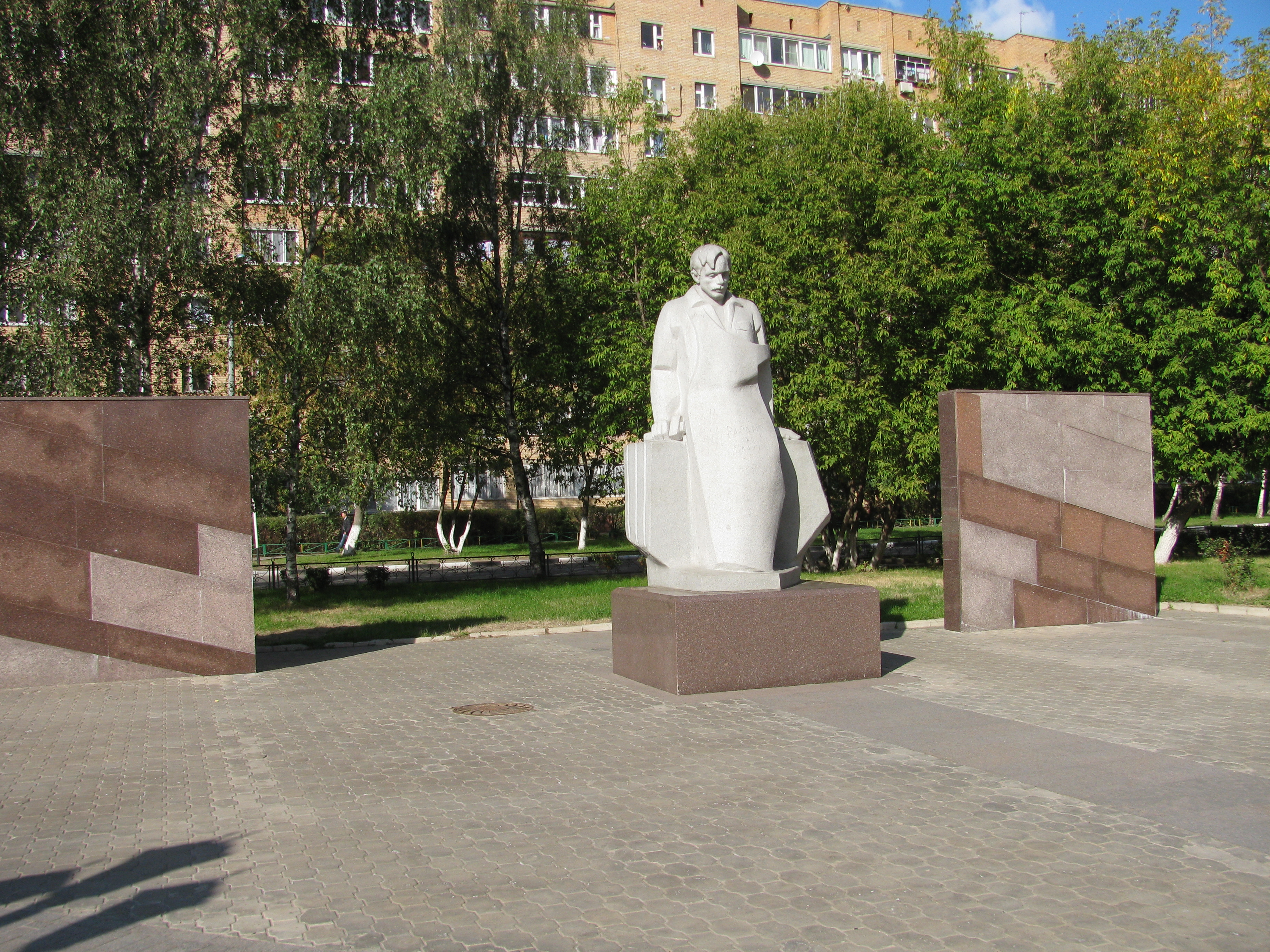
Памятник мастерам-камнетёсам Московского камнеобрабатывающего комбината

В 2005 году Долгопрудный стал городским округом.

## Микрорайоны
Исторически сложившиеся (и складывающиеся в настоящее время) микрорайоны города:
- Старый город
- Гранитный
- Лихачёво
- Гнилуши
- Котово
- Мысово
- Водники
- Военный городок «Долгопрудный-5»
- Щапово
- Хлебниково
- Павельцево
- Посёлок нефтебазы
- Шереметьевский
- Центральный
- Новые Водники

## Население
| 1939     | 1959     | 1967     | 1970     | 1973     | 1976     | 1979     | 1982    | 1986    | 1987     |
| -------- | -------- | -------- | -------- | -------- | -------- | -------- | ------- | ------- | -------- |
| 8044     | ↗32 959  | ↗50 000  | ↗53 095  | ↗57 000  | ↗60 000  | ↗64 523  | ↗68 000 | ↗70 000 | ↗71 000  |
| 1989     | 1992     | 1996     | 1998     | 2000     | 2001     | 2002     | 2003    | 2005    | 2006     |
| ↘70 751  | ↘70 400  | ↘67 900  | ↘67 400  | ↗67 600  | ↗67 700  | ↗68 792  | ↗68 800 | ↗77 100 | ↗78 400  |
| 2007     | 2008     | 2009     | 2010     | 2011     | 2012     | 2013     | 2014    | 2015    | 2016     |
| ↗79 600  | ↗80 500  | ↗82 252  | ↗90 956  | ↗91 000  | ↗92 860  | ↗94 989  | ↗97 505 | ↗98 788 | ↗100 567 |
| 2017     | 2018     | 2019     | 2020     | 2021     | 2023     | 2024     |         |         |          |
| ↗104 238 | ↗108 861 | ↗112 007 | ↗116 038 | ↗120 907 | ↘119 957 | ↘119 089 |         |         |          |

На 1 января 2025 года по численности населения город находился на 143-м месте из 1124 городов Российской Федерации.
Национальный состав
По итогам переписи населения 2020 года проживали следующие национальности (национальности менее 0,1 % и другое, см. в сноске к строке «Другие»):
| Национальность | Численность, чел. | Доля     |
| -------------- | ----------------- | -------- |
| Русские        | 101 794           | 84,19 %  |
| Армяне         | 1500              | 1,24 %   |
| Киргизы        | 806               | 0,67 %   |
| Украинцы       | 727               | 0,60 %   |
| Таджики        | 700               | 0,58 %   |
| Татары         | 631               | 0,52 %   |
| Узбеки         | 459               | 0,38 %   |
| Азербайджанцы  | 413               | 0,34 %   |
| Белорусы       | 313               | 0,26 %   |
| Чуваши         | 173               | 0,14 %   |
| Молдаване      | 163               | 0,13 %   |
| Грузины        | 150               | 0,12 %   |
| Другие         | 13 078            | 10,83 %  |
| Итого          | 120 907           | 100,00 % |

## Транспорт

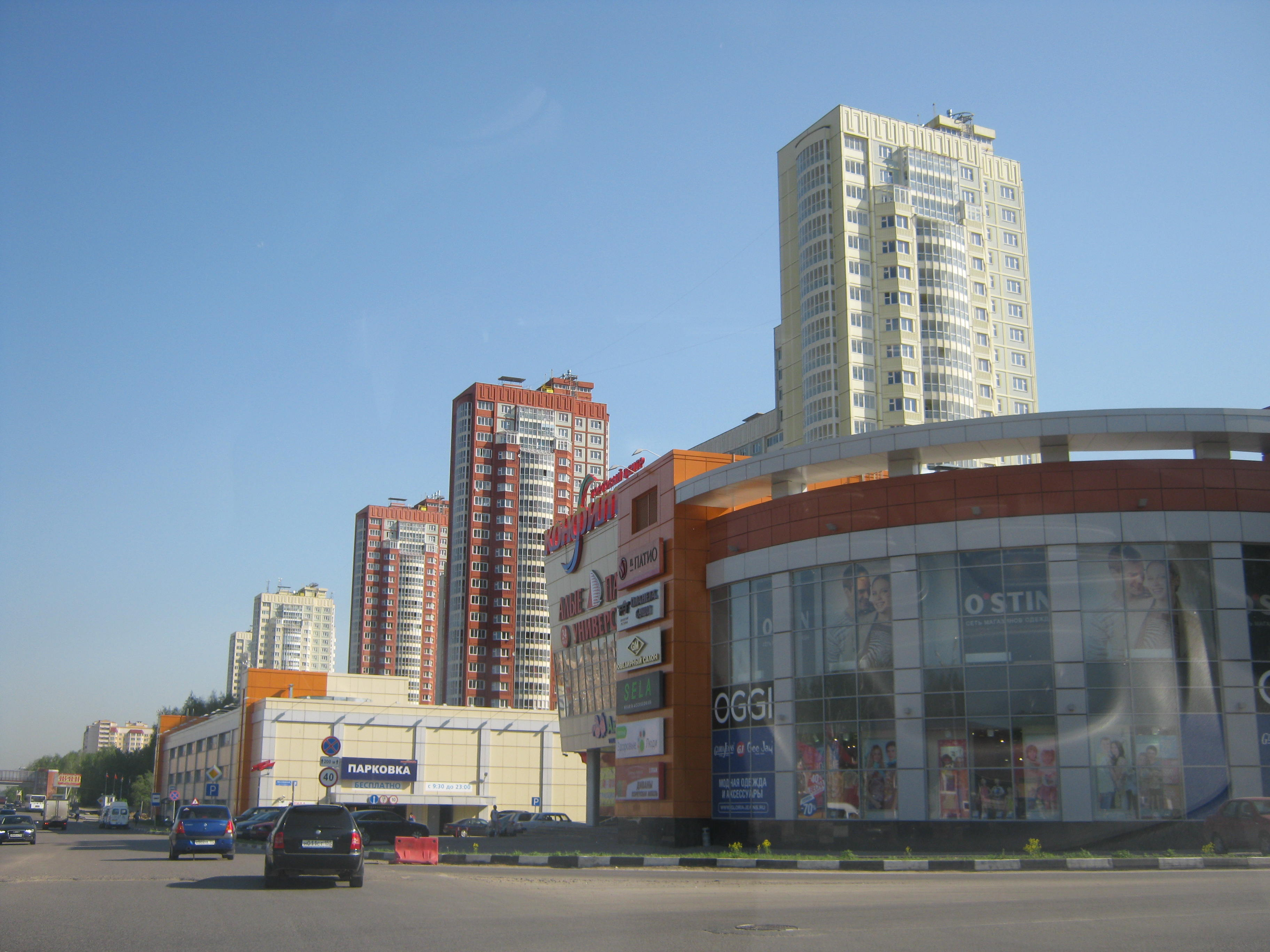
Лихачёвский проспект в Долгопрудном

Городской транспорт города представлен автобусами и маршрутными такси, в том числе до Москвы до четырёх линий метро (Серпуховско-Тимирязевская, Замоскворецкая, Таганско-Краснопресненская, Люблинско-Дмитровская).
В черте города имеются пять платформ линии МЦД-1 Московских центральных диаметров и пригородных электропоездов Савёловского направления МЖД: Новодачная, Долгопрудная, Водники, Хлебниково и Шереметьевская с помощью которых можно добраться в том числе в Москву. На платформе Долгопрудная останавливается РЭКС, который доезжает до Москвы-Бутырской (Савёловский вокзал) за 18 минут.

## Экономика

### Предприятия

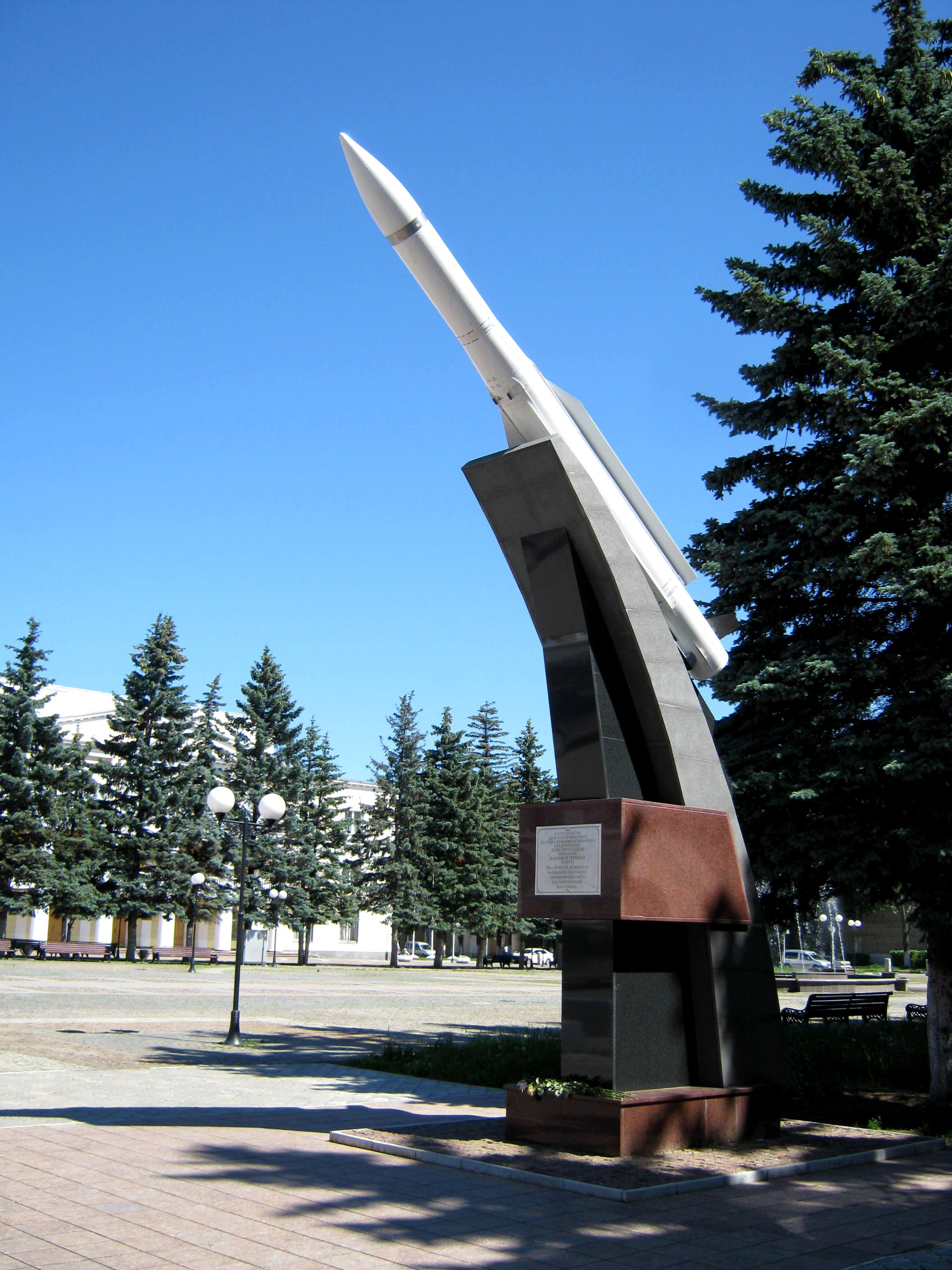
Памятник ракете «9М38» у проходной ПАО ДНПП

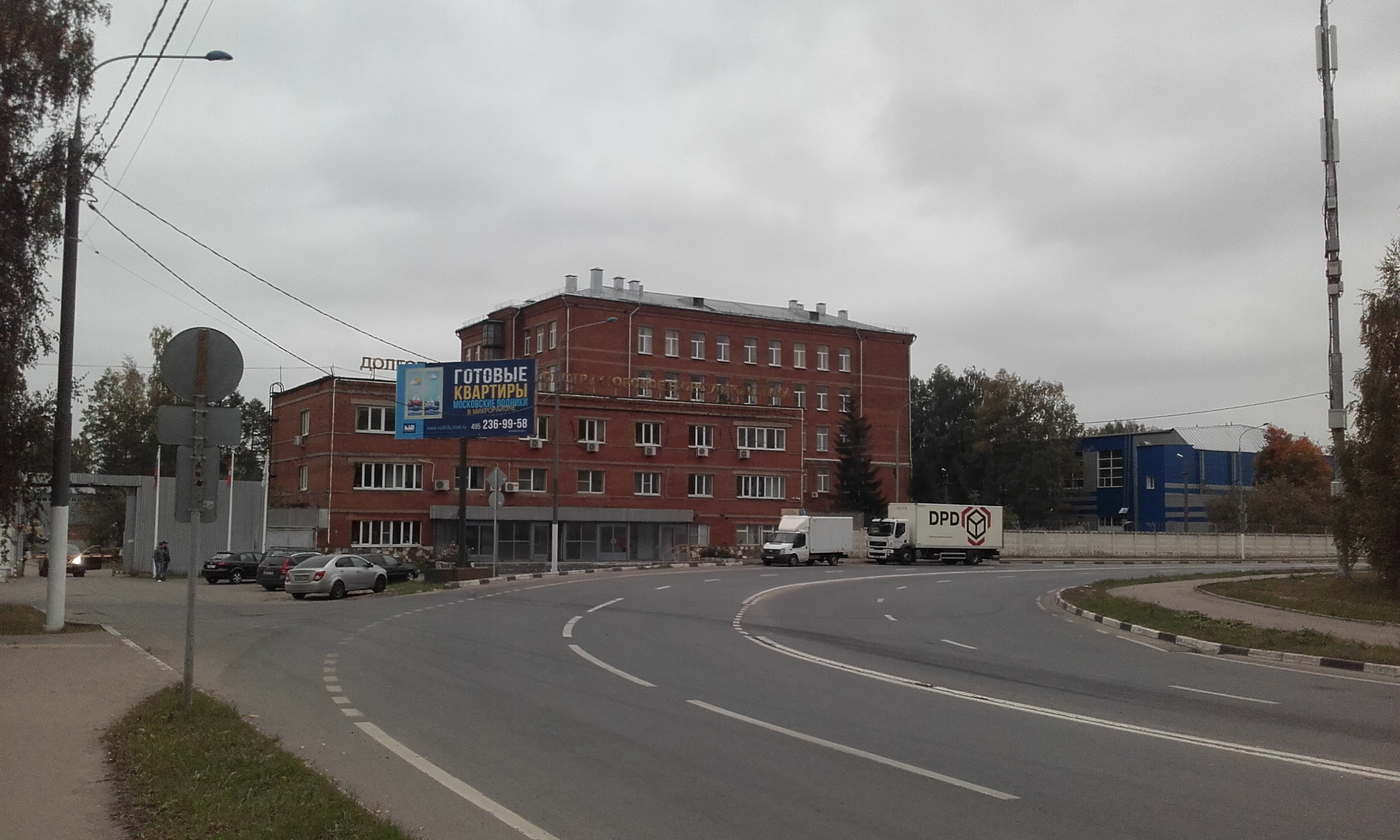
Долгопрудненское конструкторское бюро автоматики на Летной улице

- Долгопрудненское конструкторское бюро автоматики на Летной улицеПАО «Долгопрудненское научно-производственное предприятие», градообразующее предприятие в советский период (ранее носило наименование «Долгопрудненский машиностроительный завод» — ДМЗ);
- ДОКСИ — одно из старейших предприятий Спецстроя России;
- Долгопрудненский химический завод тонкого органического синтеза;
- Научно-исследовательский институт органических полупродуктов и красителей с опытным заводом;
- ОАО «ДКБА» — Долгопрудненское конструкторское бюро автоматики;
- Хлебниковский машиностроительно-судоремонтный завод;
- ОАО «Московский камнеобрабатывающий комбинат», бывш. МКК — основан в 1937 как гранитный завод по изготовлению облицовочных материалов из натурального камня (гранита, мрамора и известняка) для набережных, шлюзов и других сооружений канала Москва—Волга;
- Завод нестандартных деревянных конструкций;
- Фабрика мягкой мебели MANZANO
- Винный завод;
- Фабрика театральных принадлежностей СТД РФ;
- Хлебниковский кирпичный завод;
- Асфальто-бетонный завод Бетас;
- Агрофирма "Совхоз «Красная нива»;
- Плодоовощная база «Вегетта» (мкрн. Шереметьевский);
- Фабрика по производству мороженого «Чистая линия»;
- Техцентр «Долавто».

## Образование

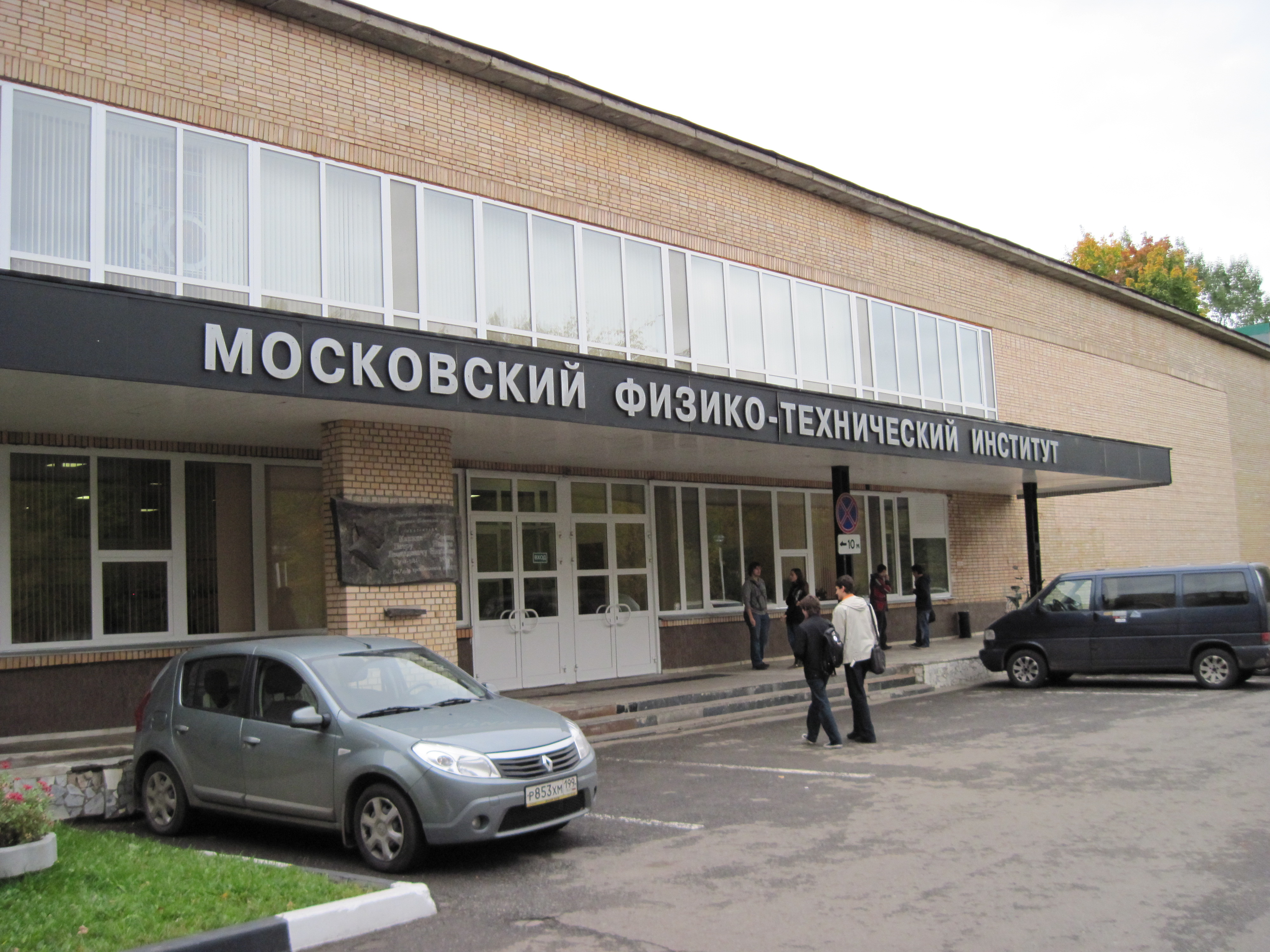
МФТИ

### Учебные заведения
- «АНО СОШ „Содружество“»
- Московский физико-технический институт (НИУ МФТИ)
- АНОО «Физтех-лицей» им. П. Л. Капицы (бывш. Лицей № 11);
- ГБПОУ МО «Физтех-колледж» (бывш. Долгопрудненский авиационный техникум)
- Физико-математический лицей № 5
- Долгопрудненская гимназия (бывш. Гимназия № 12)
- КОЛЛЕДЖ Московский технологический институт «ВТУ» (МТИ «ВТУ»)
- Московский Государственный Индустриальный Университет (МГИУ)
- Профессиональное училище № 21

## Культура
- Дом культуры
- Долгопрудненский историко-художественный музей

## Достопримечательности
На восточной окраине города — ансамбль бывшей усадьбы Виноградово (XVII—XX века), которая принадлежала Г. Г. Пушкину, А. И. Глебову, А. И. Бенкендорфу, Э. М. Банза. В комплексе усадьбы — церковь Владимирской Божьей Матери (XVIII век, приписывается М. Казакову), дом Банза (1913 г., архитектор Рыльский), дом Германа (1914 г., архитектор Рыльский, заброшен), конный двор, клуб-кинематограф, скотный двор, ледник, плотина, ворота. В черте города — усадьба Мысово (XIX век).

### Храмы
- Храм Спаса Нерукотворного (1684) — усыпальница князей Юсуповых
- Храм Георгия Победоносца (1774)
- Храм Преображения Господня (1999)
- Храм Казанской Иконы Божьей Матери (2003)
- Храм Покрова Пресвятой Богородицы (2007)

### Памятники, скульптуры
- Памятник К. Э. Циолковскому
- Бронзовые скульптуры основателей МФТИ Льва Ландау, Петра Капицы и Николая Семёнова[46].
- Памятник скорбящей матери (сквер им. П. Долгова)
- Памятник рабочему-строителю (пересечение Лихачевского шоссе и проспекта Пацаева)
- Памятник матросу А. Железнякову (центральный парк)
- Скульптура «Губернаторская повозка» (белорусский скульптор — В. Жбанов)
- Скульптура «Золушка» (белорусский скульптор — В. Жбанов)
- Скульптура «Джон Сильвер» (белорусский скульптор — В. Жбанов)
- Скульптура «Поручик Ржевский» (белорусский скульптор — В. Жбанов)
- Скульптура «Ямщик» (белорусский скульптор — В. Жбанов)

## Санатории, пансионаты, меддиспансеры
- На восточной окраине города расположен Детский кардиологический санаторий «Долгие пруды». Адрес: 127204, г. Москва, Дмитровское шоссе, д. 165; тел. 409-61-27;
- Институтский санаторий-профилакторий, где действует медицинский центр МФТИ (на территории МФТИ);
- Психоневрологический диспансер ГБУЗ МО «Долгопруднеская центральная городская больница» Ул. Школьная д. 8[47]
- Детский оздоровительный центр «Здравствуй»[48].

## Спорт

### Зимнее плавание
В городе располагается Московская областная федерация закаливания и зимнего плавания.
Клуб зимнего плавания «Котовские моржи» существует с 1957 г. и находится в одноимённом заливе рядом с водно-спортивной базой «Дельфин».

### Футбол
В 1998 году был основан одноимённый футбольный клуб, с сезона 2012/13 по сезон 2020/21 выступал в зоне «Запад» чемпионата ПФЛ, в сезоне 2021/22 базировался в Химках и играл в ФНЛ, а в ФНЛ-2 на городском стадионе «Салют» (6 000 мест) играл «Олимп-Долгопрудный-2», на базе которого в 2022 году воссоздан «Космос» (ранее, в 1991—1998 годах, в Долгопрудном была команда «Космос» — ныне раменский «Сатурн-2»).

### Регби
В Долгопрудном находится детско-юношеская спортивная школа по регби «Долгопрудненские соколы», основанная в 1996 году. Среди выпускников школы игроки сборной России, участники Кубка мира 2011 в Новой Зеландии: Денис Антонов и Михаил Сидоров.
На 2013 год 15 воспитанников школы имели опыт выступления в профессиональной лиге Чемпионата России за команды «Слава» (Москва), «Спартак-ГМ» (Москва), ВВА и «Академия ВВС» (Монино), «Енисей-СТМ» (Красноярск), «Фили» (Москва). Девять — выступали за юниорские и молодёжные сборные на мировых и европейских чемпионатах.

### Парусный спорт

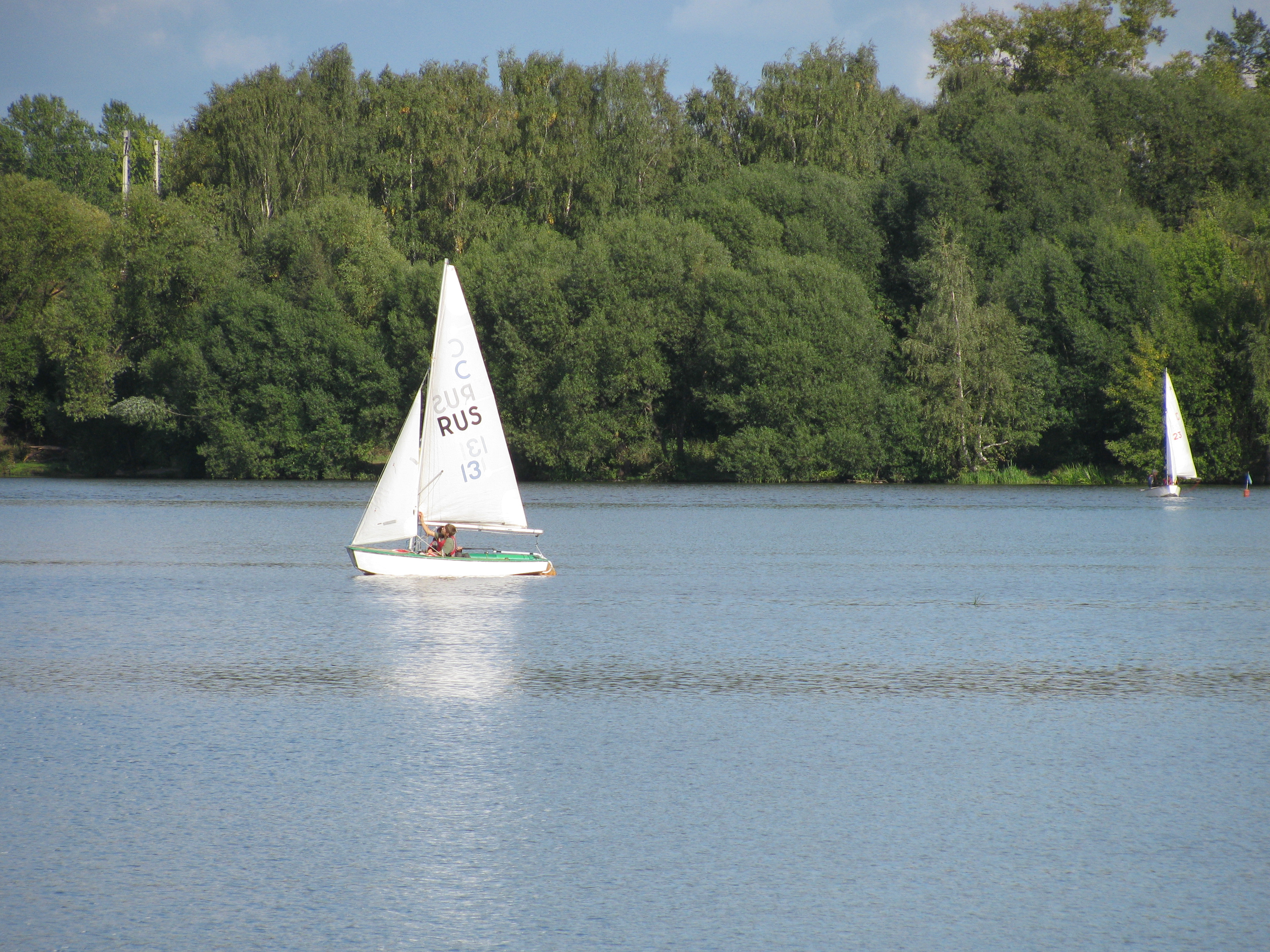
Детский швертбот-двойка «Кадет» в Котовском заливе

В городе расположены яхт-клубы «Спартак», Водно-спортивная база «Дельфин», яхт-клуб «Парус», школа парусного спорта «Юность Москвы» и Московский яхтенный порт.
См. также: Категория:Парусный спорт в Долгопрудном

## КВН в Долгопрудном
Из студентов МФТИ, главный корпус которого размещён в Долгопрудном, создана команда КВН, принимающая участие в играх Высшей лиги.

## СМИ в Долгопрудном
- Независимый информационный пул «ДолСити»
- Телеканал «Долгопрудный ТВ»;
- Газета «Долгие пруды»;
- Газета «Долгопрудненские страницы».
- Газета «Всё для Вас, Север»

## Долгопрудный втопонимах

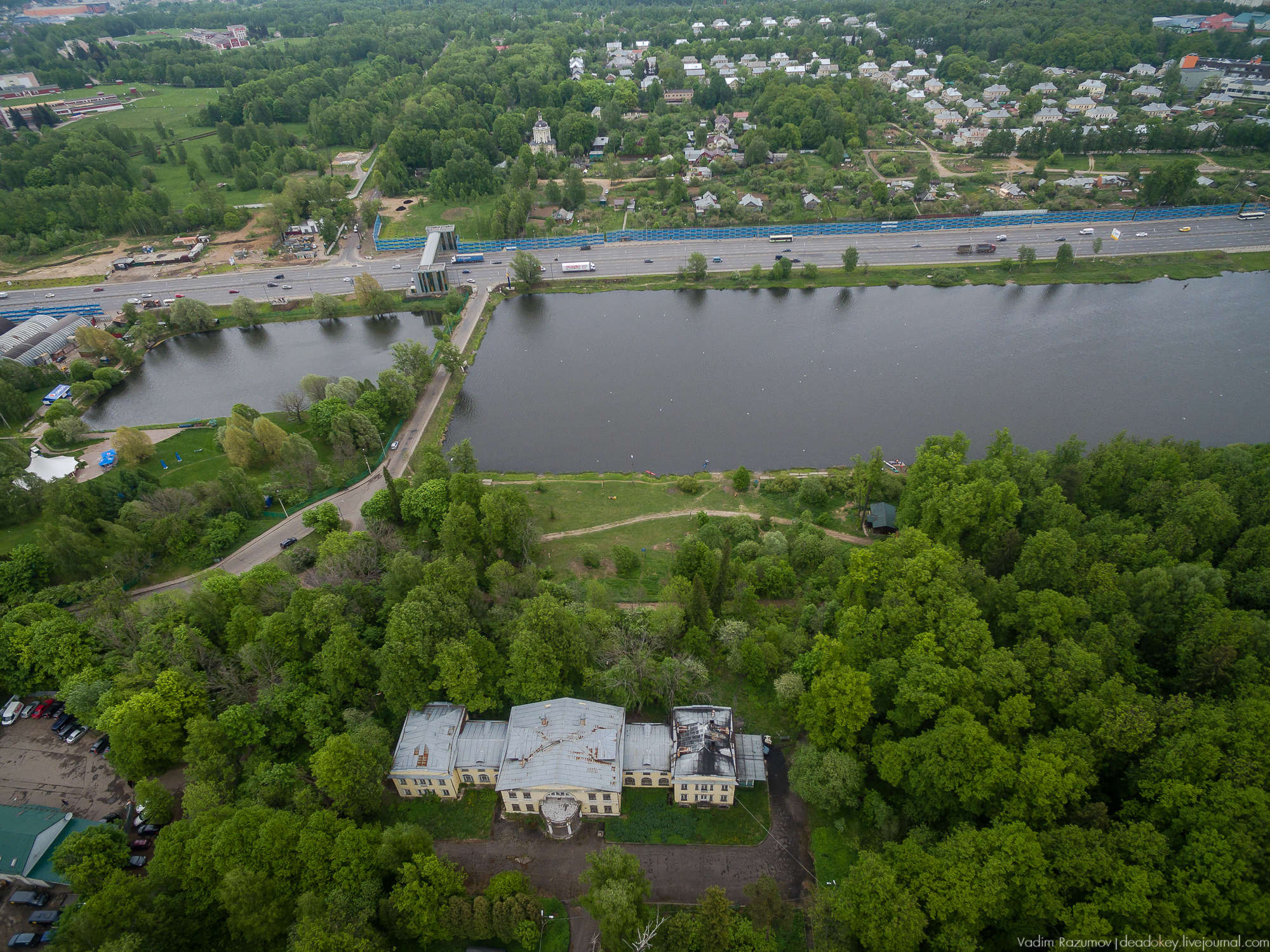
Долгие пруды

- В Москве есть Долгопрудненское шоссе, Долгопрудная аллея и Долгопрудная улица.

Улица Долгопрудная есть в городах:
- Волгоград
- посёлок городского типа Промышленный (Республика Коми)

## Преступность
В 1990-е годы XX века существовала Долгопрудненская организованная преступная группировка, которая наравне с Люберецкой и Солнцевской занимала ведущие позиции среди преступных групп Московского региона и России. Группировка упоминалась в романе «Утро, день, ночь» американского писателя Сидни Шелдона как одна из страшнейших в России.

## Почётные граждане[50]
- Аронова, Мария Валерьевна — актриса театра и кино;
- Гастелло, Николай Францевич — лётчик, капитан (проживал с 1930 по 1932 г.);
- Герасимов, Михаил Николаевич — офицер-связист, майор, депутат горсовета (проживал с 1961 по 2003 г.);
- Петров, Иван Фёдорович (1897—1994) — генерал-лейтенант, первый ректор МФТИ;
- Светлана Владимировна Кривелёва — спортсменка (толкание ядра);
- Виктор Рыбин — эстрадный певец;
- Жемаева, Елена Викторовна — фехтовальщица на саблях, двукратная чемпионка мира, чемпионка Европы, двукратный обладатель Кубка мира, чемпионка России 1998 года.

## Известные уроженцы
- См. также: Родившиеся_в_Долгопрудном